# Konstantinos Kanaris
Konstantinos Kanaris, a volte italianizzato in Costantino Kanaris o Canaris (in greco Κωνσταντίνος Κανάρης?; Parga, 1790 – Atene, 2 settembre 1877), è stato un ammiraglio e politico greco, sei volte primo ministro della Grecia.

## Biografia

### I primi anni
Cresciuto sull'isola di Psara, nei pressi dell'isola di Chio, nell'Egeo, Konstantinos Kanaris nacque in data ancora oggi non chiara e anche se i registri ufficiali della Marina militare greca riportano l'anno 1795, la maggior parte degli storici moderni è propensa a credere che l'anno sia il 1793.
Kanaris rimase orfano ancora giovane e volendo essere indipendente diventò marinaio, come molti altri membri della sua famiglia, all'inizio del XVIII secolo. Venne posto sotto la tutela di suo zio Dimitris Bourekas.

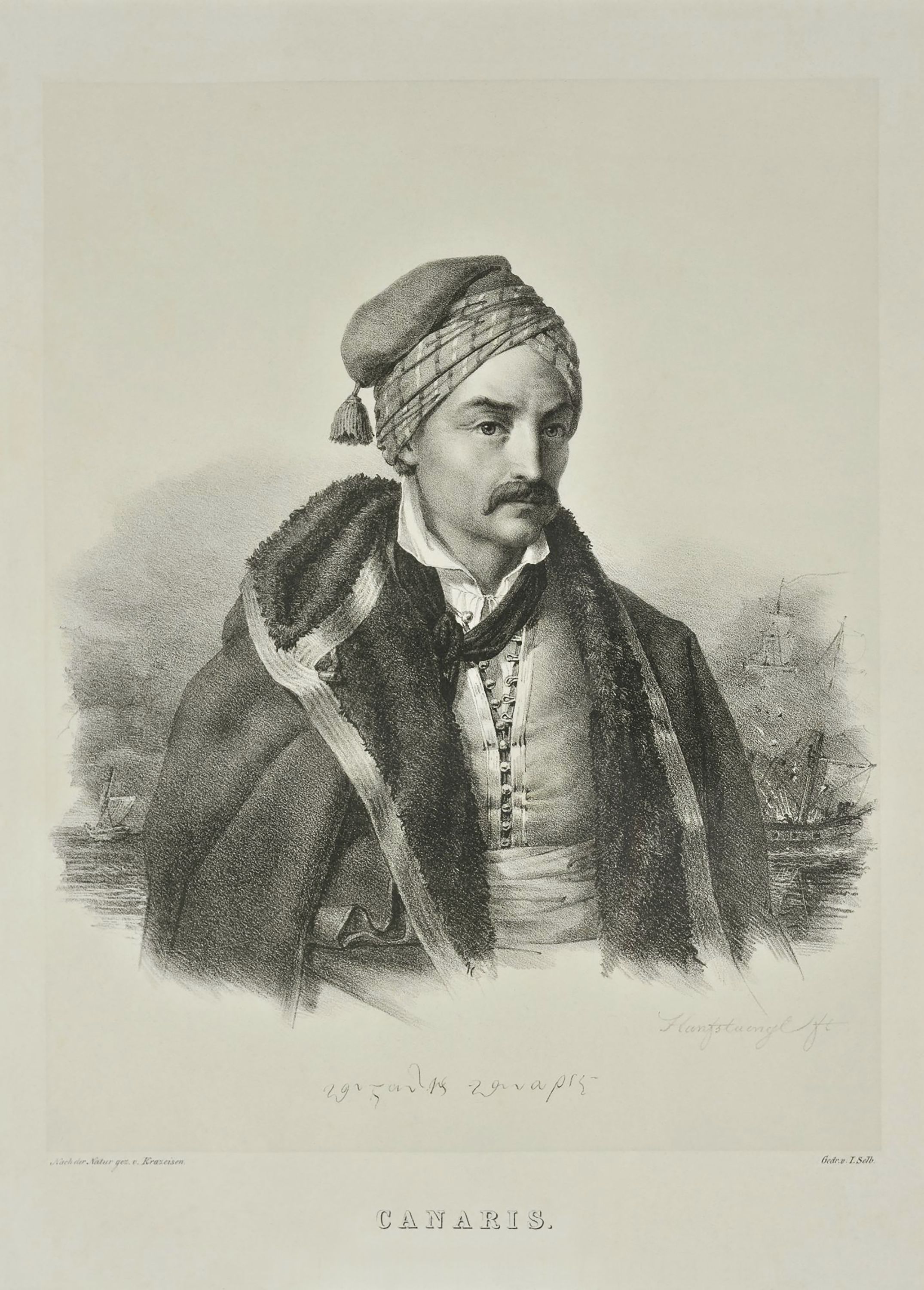
Konstantinos Kanaris durante la guerra d'indipendenza greca.

### La carriera militare
Konstantinos Kanaris ottenne fama durante la guerra d'indipendenza greca (1821-1829). A differenza di altri personaggi chiave della guerra, egli non entrò mai a far parte della Filikí Etería, organizzazione che giocò un ruolo significativo nella rivoluzione contro l'Impero ottomano, soprattutto reclutando spie tra i turchi. All'inizio del 1821, l'associazione sembrò aver trovato sufficienti sostenitori per dare il via ad una rivolta a livello nazionale. Questa dichiarazione di guerra sorprese lo stesso Kanaris che in quel periodo si trovava ad Odessa. Tosto ritornò a Psara e si unì ai rivoluzionari il 10 aprile 1821.
Sull'isola si costituì una flotta formata dalle navi dei pescatori che, già attrezzati per la lotta contro i pirati, si dimostrarono adatti per combattere contro le navi ottomane. Kanaris si distinse come capitano di nave incendiaria.
A Chio, nella notte tra il 6 e il 7 giugno 1822 le forze al comando di Kanaris attaccarono la nave dell'ammiraglio ottomano Nasuhzade Ali Pascià come vendetta del massacro di Chio. L'ammiraglio stava intrattenendosi in un momento conviviale con gli altri ufficiali per festeggiare la fine del Ramadan quando Kanaris ed i suoi uomini appiccarono il fuoco vicino alla nave. Quando le fiamme raggiunsero la polveriera della stessa, l'esplosione che ne seguì causò la distruzione della nave: gli ottomani persero 2.000 uomini tra marinai, ufficiali e lo stesso Nasuhzade Ali Pascià.

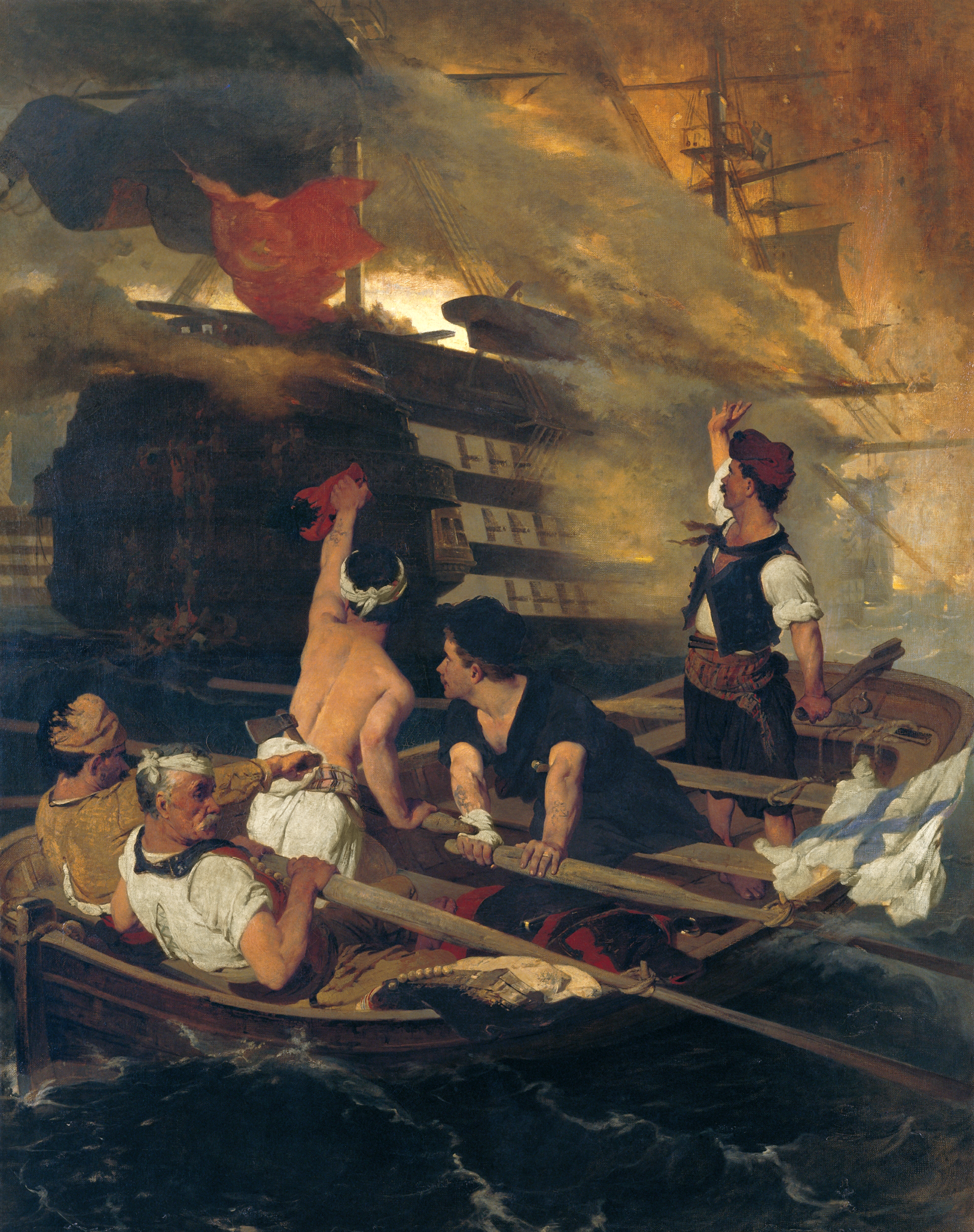
Konstantinos Kanaris vittorioso a Chio, dopo aver affondato la nave ammiraglia ottomana.

Kanaris guidò altri tre attacchi di successo contro la flotta ottomana tra il 1822 e il 1824, divenendo famoso per incoraggiarsi mormorando "Konstantos, stai andando a morire" ogni volta che si stava avvicinando ad una nave per appiccarle fuoco.
L'Egitto era tecnicamente una provincia dell'Impero ottomano avendo per viceré all'epoca Mehmet Ali (1769-1849), che però governava indipendentemente dal sultano di Istanbul ed aveva costituito un proprio esercito ed una propria flotta. Quest'ultima era capeggiata da Ibrahim Pasha (1789-1848) il quale aveva preso al proprio servizio molti ufficiali francesi veterani di Napoleone Bonaparte e che erano stati abbandonati dall'esercito imperiale francese dopo la sconfitta della campagna d'Egitto di fine Settecento. Dal 1824, la flotta egiziana comprendeva 100.000 uomini ed era meglio organizzata ed equipaggiata addirittura di quella del sultano Mahmud II dell'Impero ottomano.
Il sultano offrì al viceré d'Egitto il comando dell'isola di Creta se avesse acconsentito ad inviare parte del suo esercito contro i greci. L'esercito egiziano, sotto il comando personale di Ibrahim Pasha, iniziò dunque una campagna per terra e per mare contro i greci.

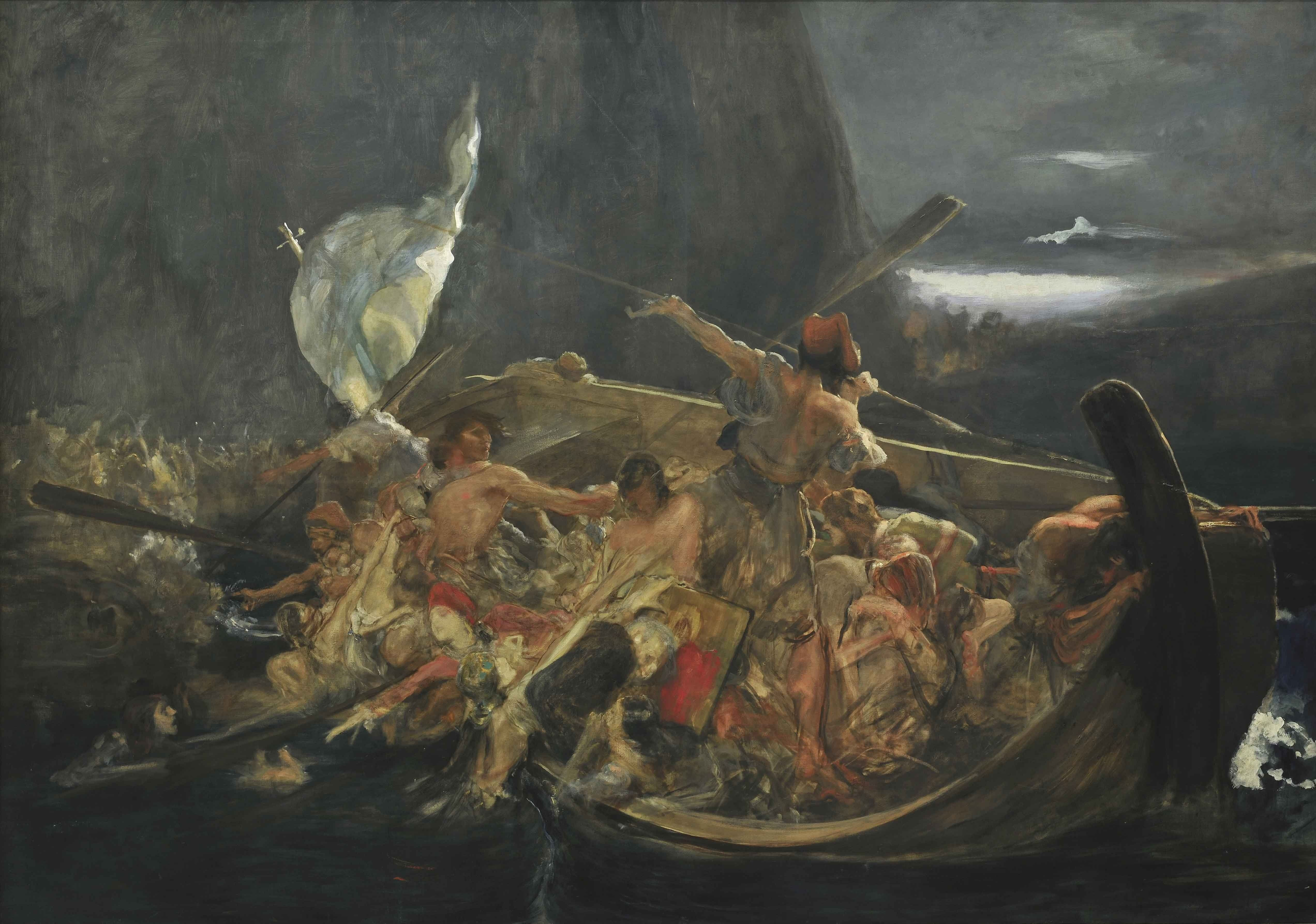
La distruzione di Psara durante la guerra d'indipendenza greca.

La flotta ottomana prese Psara il 21 giugno 1824. Una parte della popolazione riuscì a lasciare l'isola, ma quelli che non lo fecero vennero venduti come schiavi o uccisi. L'isola rimase deserta, ma anche dopo la distruzione della casa natia, Kanaris continuò a guidare i suoi uomini in nuovi attacchi contro i ottomani sino alla battaglia di Navarino del 20 ottobre 1827 ove la flotta turco-egiziana venne distrutta dalle forze armate combinate di Regno Unito, Francia e Russia.
Dopo la fine della guerra d'indipendenza della Grecia, Kanaris divenne ufficiale della nuova Marina da guerra greca, raggiunse il grado di ammiraglio e si dedicò quindi alla carriera politica.

### La carriera politica
Konstantinos Kanaris fu uno dei confidenti personali di Giovanni Capodistria, primo capo di stato della Grecia indipendente. Prestò servizio come ministro in vari governi e poi fu primo ministro nel governo provvisorio creatosi dall'11 marzo all'11 aprile del 1844. Fu nuovamente primo ministro dal 27 ottobre 1848 al 24 dicembre 1849 e fu Ministro della Marina nel gabinetto Mavrokordatos del 1854.

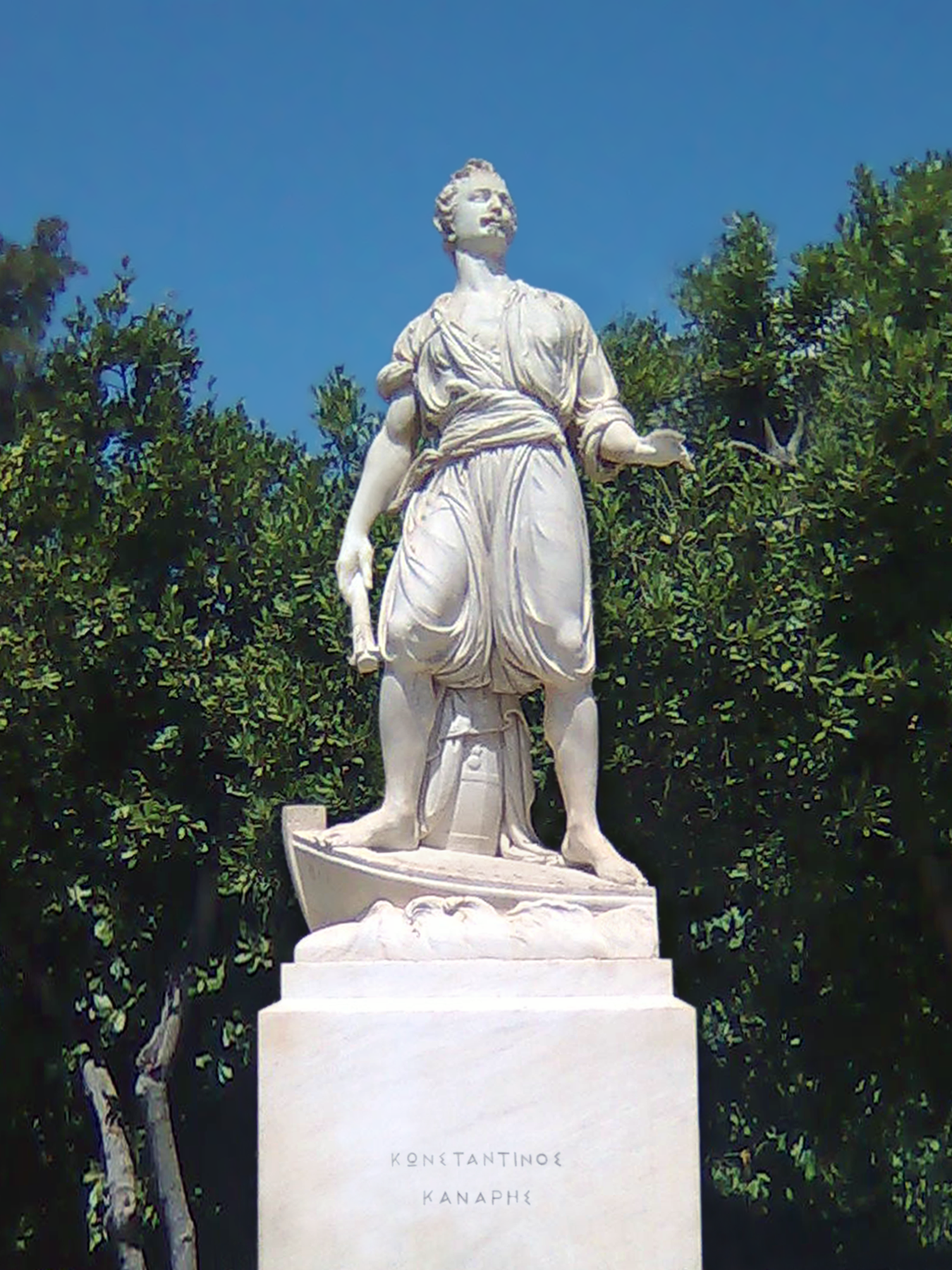
Monumento di Konstantinos Kanaris ad Atene.

Nel 1862 egli fu uno dei veterani della guerra d'indipendenza greca che contribuì alla sanguinosa rivoluzione che depose il re Ottone I di Grecia e pose al suo posto il principe Guglielmo di Danimarca col nome di Giorgio I di Grecia. Sotto Giorgio I egli prestò servizio come primo ministro per la terza volta dal 17 marzo al 28 aprile del 1864, una quarta volta dal 7 agosto 1864 al 9 febbraio 1865 ed una quinta e ultima volta dal 7 giugno al 14 settembre del 1877.

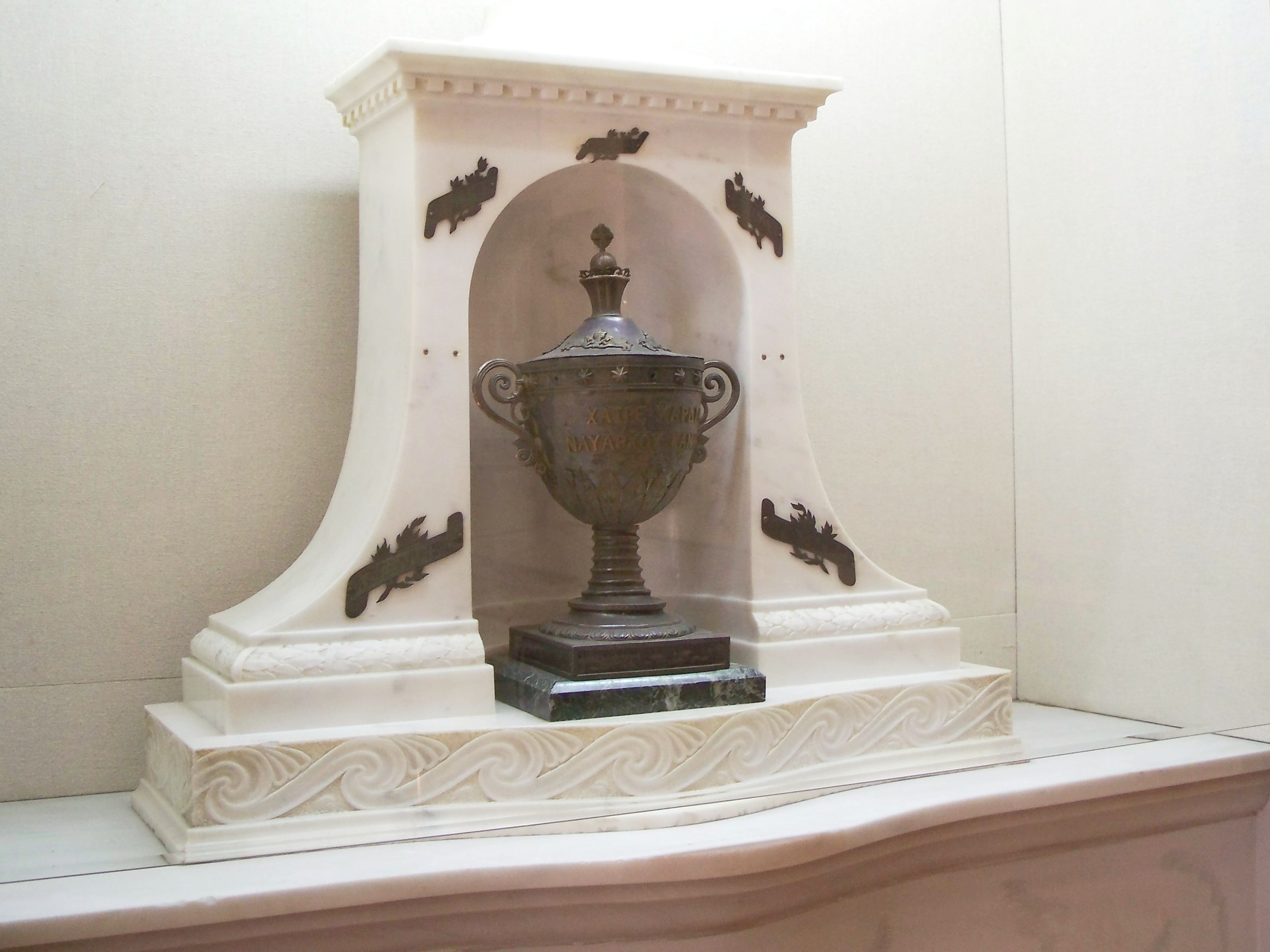
Urna funeraria contenente il cuore di Konstantinos Kanaris.

Kanaris morì il 2 settembre 1877 mentre si trovava in carica come primo ministro. Anche dopo la sua morte, il suo gabinetto di governo sopravvisse sino al 14 settembre 1877. Egli venne sepolto nel Primo cimitero di Atene dove sono ancora oggi sepolte gran parte delle figure chiave della storia della Grecia e molti primi ministri. Nel corso della tempo svariate unità della Marina greca sono state intitolate a suo nome:
- Kanaris, pattugliatore varato nel 1835
- Kanaris, nave scuola varata nel 1880
- Kanaris (L53), cacciatorpediniere della classe Hunt, varato nel 1941
- Kanaris (D-212), cacciatorpediniere della classe Gearing, varato nel 1972
- Kanaris (F-464), fregata della classe Elli, varata nel 2002

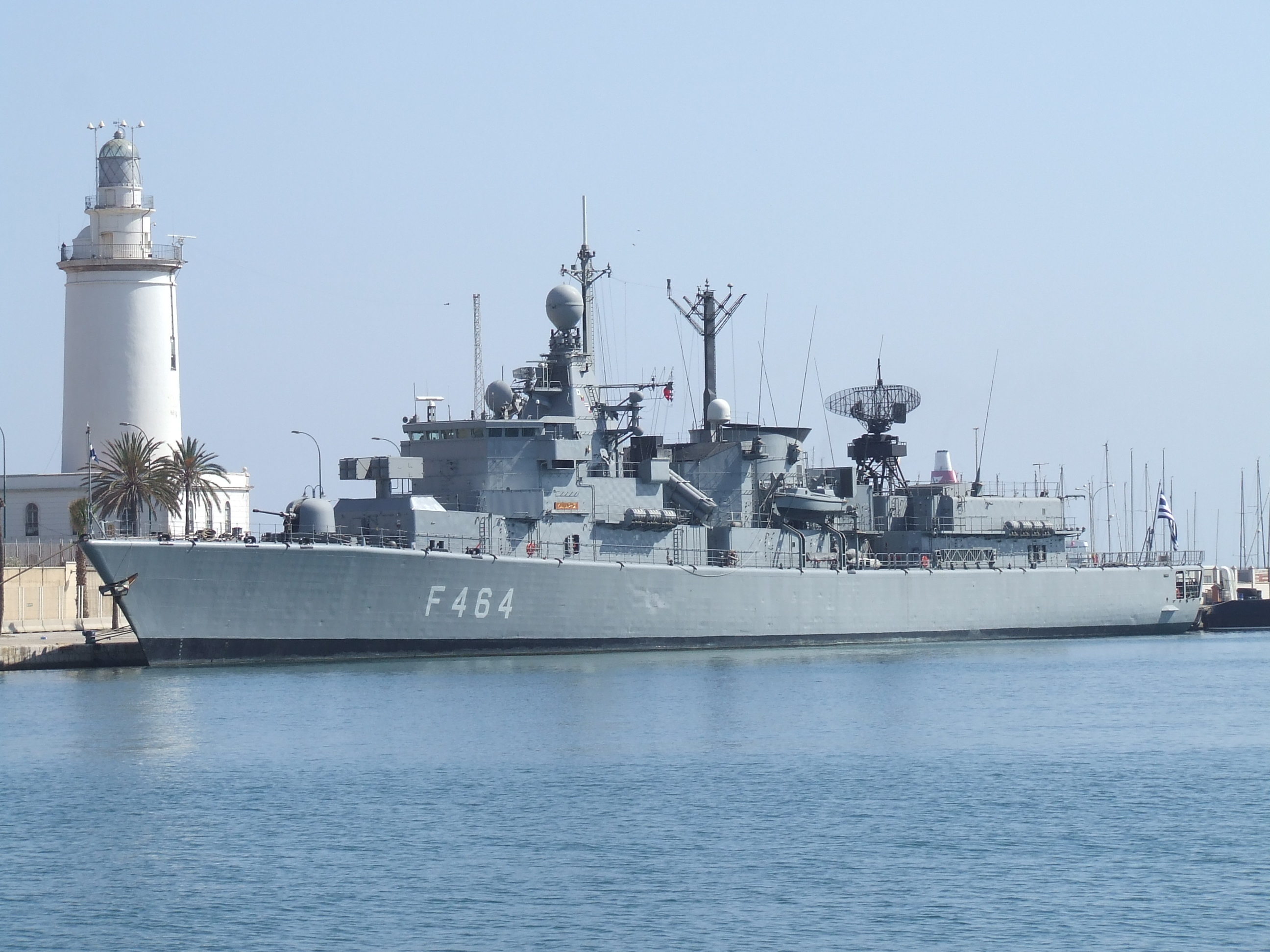
Fregata Kanaris (F-464) della Marina greca.

## Matrimonio e discendenza
Nel 1817 sposò Despoina Maniatis, membro di una delle famiglie più ricche dell'isola di Psara. Ebbero sei figli e una figlia:
- Nikolaos Kanaris (1818-1848), assassinato a Beirut
- Themistoklis Kanaris (1819-1851), assassinato in Egitto
- Thrasyvoulos Kanaris (1820-1898), ammiraglio
- Miltiadis Kanaris (1822-1901), ammiraglio, membro del Parlamento ellenico e ministro
- Lykourgos Kanaris (1826-1865), ufficiale di marina e avvocato
- Maria Kanaris (1828-1847)
- Aristidis Kanaris (1831-1863), ufficiale di marina